# Поліана Барбоса Медейрос
Поліана Барбоса Медейрос або просто Поліана (порт.-браз. Poliana Barbosa Medeiros / Poliana; нар. 6 лютого 1991, Ітіютаба, Мінас-Жерайс, Бразилія) — бразильська футболістка, права захисниця клубу «Корінтіанс» та національної збірної Бразилії.

## Клубна кар'єра
Поліана розпочала свою кар'єру в «Ріу-Прету» з Сан-Жозе-ду-Ріу-Прету. Після успішного переглду в 2009 році підписала контракт з «Сантусом».
У 2010 році стала гравчинею Сан-Жозе, одного з найдавніших клубів міста Сан-Жозе-дус-Кампус. Поліана була однією з гравчинь «Сан-Жозе», які тричі виграли Кубок Лібертадорес (2011, 2013, 2014) та Клубний чемпіонат світу, перемігши (2:0) у фіналі лондонський «Арсенал». На жіночому кубку Лібертадорес 2011 року Поліана відзначилася голом за Сан-Жозе, а на вище вказаному турнірі в 2014 році відзначилася вже 2-ма голами.
У грудні 2014 року підписала контракт з американським клубом «Г'юстон Даш», який виступів у National Women's Soccer League (NWSL).
У липні 2015 року перейшла в оренду в ісландський клуб «Стьярнан» для виступів у кваліфікації жіночої Ліги чемпіонів. Разом з командою виграла кубок Ісландії, у фінальному поєдинку якого відзначилася голом. Згодом повернулася в «Г'юстон Даш», за який виступала в сезоні 2016 року.
6 лютого 2018 року «Г'юстон Даш» продав Поліану до «Орландо Прайд». Зіграла в чемпіонаті США 10 матчів, а по завершенні сезону отримала статус вільного агента.
У 2019 році повернулася до «Сан-Жозе». Наступного року Поліана перебралася до «Корінтіанс».

## Кар'єра в збірній
У 2010 році провела 1 поєдинок на молодіжному жіночому чемпіонаті світу. У футболці національної збірної Бразилії дебютувала 9 грудня 2012 року на Міжнародному турнірі міста Сан-Паулу.
Перш ніж розпочати виступи «Г'юстон Даш», вона була включена до програми КБФ під назвою Постійна бразильська жіноча команда, яка мала на меті підготувати збірну Бразилії до чемпіонату світу 2015 року в Канаді та до Олімпійських ігор 2016 року в Ріо-де-Жанейро.
Вона також грала за національну збірну на Кубку Америки 2014 року в Еквадорі, на чемпіонаті світу 2015 року та Панамериканських іграх 2015 року в Канаді, а також на Олімпійських іграх 2016 року в Ріо-де-Жанейро.
Поляна була частиною складу жіночої збірної Бразилії на Олімпіаді-2016.
У 2019 році Поліана отримала виклик для участі в чемпіонаті світу 2019 року у Франції, замінивши Фабі Сімоєш, яка отримала травму під час тренувальних зборів, які передували матчам збірної Бразилії.

### Голи за збірну
| Гол | Дата       | Місце           | Суперник      | #   | Рахунок | Результат | Змагання                         |
| --- | ---------- | --------------- | ------------- | --- | ------- | --------- | -------------------------------- |
| 1   | 2014-03-10 | Сантьяго, Чилі  | Венесуела     | 1.1 | 4-0     | 5-0       | Південноамериканські ігри 2014   |
| 2   | 2014-03-16 | Сантьяго, Чилі  | Венесуела     | 1.1 | 2-0     | 2-0       | Південноамериканські ігри 2014   |
| 3   | 2015-09-19 | Гавр, Франція   | Франція       | 1.1 | 1-2     | 1-2       | Товариський матч                 |
| 4   | 2015-12-01 | Куяба, Бразилія | Нова Зеландія | 1.1 | 1-1     | 5-1       | Товариський матч                 |
| 5   | 2015-12-13 | Натал, Бразилія | Мексика       | 1.1 | 6-0     | 6-0       | Міжнародний турнір в Наталі 2015 |

## Досягнення
«Сан-Жозе»
- Кубок Бразилії
  -  Володар (2): 2012, 2013

- Ліга Пауліста
  -  Чемпіон (2): 2012, 2014

- Клубний чемпіонат світу
  -  Чемпіон (1): 2014

- Кубок Лібертадорес
  -  Володар (3): 2011, 2013, 2014

«Стьярнан»
- Кубок Ісландії
  -  Володар (1): 2015

«Корінтіанс»
- Серія A1
  -  Чемпіон (1): 2020

- Ліга Пауліста
  -  Чемпіон (1): 2020

збірна Бразилії
- Кубок Америки
  -  Володар (2): 2014, 2018

- Панамериканські ігри
  -  Чемпіон (1): 2015
  -  Бронзовий призер (1): 2014

- Torneio Internacional de Futebol Feminino
  -  Чемпіон (4): 2012, 2014, 2015, 2016

- Кубок Китайської Футбольної Асоціації
  -  Володар (1): 2017[10]